# StarOffice
StarOffice — власницький офісний пакет компанії Sun Microsystems. Спочатку розроблявся німецькою компанією StarDivision. Став основою для створення OpenOffice.org.
Sun купила StarOffice в 1999 році у німецької компанії Star Division. До складу пакету StarOffice, що позиціюється як альтернатива Microsoft Office, входять текстовий редактор, редактор електронних таблиць, програма для роботи з презентаціями, засоби малювання, редактор формул і деякі інші компоненти. StarOffice використовує той же базовий програмний код, що і пакет OpenOffice і має в своєму складі ті ж базові застосунки з аналогічними назвами (Writer, Calc, Impress, Draw, Base, Math). Правда, на відміну від відкритого OpenOffice, завантажити який можна безплатно, StarOffice пропонується за ціною близько $15.
У офісному пакеті StarOffice 9 вперше реалізована «рідна» підтримка операційних систем Apple Mac OS Х. До цього продукт пропонувався тільки у версіях для платформ Windows, Linux і Solaris. Пакет StarOffice 9 забезпечує можливість роботи з файлами у форматі PDF, а також з документами, створеними в Microsoft Office 2007. Компанія Sun згадує покращені засоби для створення діаграм, розширені функції колективної роботи і підтримку широкоформатних моніторів. Крім того, StarOffice, порівняно з безкоштовним OpenOffice, містить додаткові шаблони, галерею кліпартів, розширені засоби імпорту файлів і інше. Крім звичайних, для релізів StarOffice додаткових шаблонів і переробки інтерфейсу, Sun анонсувала включення в пакет поштового клієнта Mozilla Thunderbird з розширенням для календарного планування Lightning.

## Додаткові і власницькі компоненти
- Декілька метрично сумісних Unicode TrueType шрифтів, для кращого вигляду при дрібних розмірах шрифту
- 12 Західних шрифтів (включаючи Andale Sans, Arial Narrow, Arial Black, Broadway, Garamond, Imprint MT Shadow, Kidprint, Palace Script, Sheffield) і 7 азійських шрифтів
- База даних Adabas D
- Шаблони і типові документи StarOffice
- Велика галерея кліп-артів
- Можливості сортування для азійських мов
- Фільтри файлів для старих текстових форматів (включаючи EBCDIC)
- Розширені можливості перевірки орфографії (OpenOffice.org також має перевірку орфографії) і тезаурус
- Менеджер Конфігурації StarOffice
- Макро-конвертер для перетворення VBA-макросів Microsoft Office в StarBasic

## Виноски
1. ↑  Sun Microsystems, Inc. StarOffice 8 — System Requirements. Архів оригіналу за 26 червня 2013. Процитовано 20 вересня 2007.